# Franco Battiato (album)
Franco Battiato è una compilation del cantautore italiano Franco Battiato, pubblicata nel 1982 dall'Armando Curcio Editore su concessione dell'etichetta PolyGram.

## Il disco
Venduto nelle edicole come parte della collana SuperStar, edita dalla Curcio, ed abbinato ad un fascicolo con una breve monografia sul cantante scritta da Adriano Mazzoletti, questo disco ha la particolarità di contenere alcune canzoni pubblicate solo su 45 giri alla fine degli anni sessanta, ed alcune registrazioni dello stesso periodo fino ad allora rimaste inedite.
Gli inediti sono Lacrime e pioggia, cover del successo degli Aphrodite's Child Rain and Tears, e Lume di candela, interpretazione di Battiato di una canzone scritta insieme a Giorgio Logiri per Daniela Ghibli. Vento caldo e Marciapiede, erano state invece già pubblicate dalla Philips Records nel 1971 su un 45 giri, caratterizzato però da una distribuzione bassissima.
Inoltre, sono in versioni diverse le canzoni: È l'amore, con un arrangiamento inedito con degli archi, Gente, con un cantato diverso, Bella ragazza, con una coda aggiuntiva con vari rumori mischiati alla musica, e Occhi d'or, con inizio e finale più lunghi. Si tratta probabilmente di versioni pensate per l'album in studio Iloponitnatsoc (letto al contrario, Costantinopoli), registrato da Battiato nel 1969 ma mai pubblicato. Questo disco rimasto inedito prendeva il titolo da una traccia omonima (inclusa in questa raccolta del 1982) che consiste in un breve frammento rovesciato della canzone Gente. Non si tratta però di un inedito, visto che nel 1969 il brano Iloponitnatsoc era già stato inserito nella compilation Hit Parade vol. 2 della Philips.

## Tracce

### Lato A
1. È l'amore – 2:31 (testo: Franco Battiato – musica: Giorgio Logiri e Guido Lamorgese)
2. Fumo di una sigaretta – 2:43 (testo: Franco Battiato – musica: Giorgio Logiri e Guido Lamorgese)
3. Lacrime e pioggia – 3:39 (testo: Vito Pallavicini – musica: Vangelis)
4. Sembrava una serata come tante – 3:16 (testo: Franco Battiato – musica: Giorgio Logiri)
5. Gente – 3:13 (testo: Giovanni Bonoldi – musica: Giorgio Logiri)
6. Iloponitnatsoc – 1:53 (musica: Giorgio Logiri e Franco Battiato)

Durata totale: 17:15

### Lato B
1. Bella ragazza – 3:10 (testo: Franco Battiato – musica: Giorgio Logiri)
2. Lume di candela – 3:04 (testo: Franco Battiato – musica: Giorgio Logiri)
3. Occhi d'or – 5:38 (testo: Paolo Farnetti – musica: Giorgio Logiri)
4. Vento caldo – 3:07 (Franco Battiato)
5. Marciapiede – 2:57 (testo: Amedeo Maffei – musica: Franco Battiato)

Durata totale: 17:56